# Ituporanga
Ituporanga este un oraș în Santa Catarina (SC), Brazilia.